# Dorosłe Dzieci Alkoholików
Dorosłe Dzieci Alkoholików (DDA, ang. ACoA = Adult Children of Alcoholics lub ACA = Adult Children Anonymous) – samopomocowe grupy wsparcia działające na bazie przejętego z ruchu AA (po niewielkich adaptacjach) programu Dwunastu Kroków. Stworzono je z myślą o osobach, które dorastały w rodzinie dysfunkcyjnej, gdzie przynajmniej jedno z rodziców było alkoholikiem i nie spełniało swoich podstawowych zadań wobec dziecka. W związku z tym osoby te wykształciły cechy ułatwiające egzystowanie w takiej rodzinie, lecz wydatnie utrudniające życie poza nią. Grupy DDA opierają się na założeniu, że ludziom z określonymi problemami najlepiej pomogą w zdrowieniu spotkania z osobami o podobnych trudnościach. 
W źródłach amerykańskich obecnie równolegle pojawiają się nazwy ACoA (Dorosłe Dzieci Alkoholików) i ACA (Anonimowe Dorosłe Dzieci), dla zaznaczenia, że podobne problemy mogą dotyczyć nie tylko osób z rodzin z problemem alkoholowym, lecz także wychowanych w rodzinach, w których istniały innego rodzaju dysfunkcje (nadużycia seksualne, przemoc, perfekcjonizm, emocjonalny rozpad małżeństwa rodziców, zakaz wyrażania uczuć, itp.).
W Polsce dotychczas funkcjonuje głównie pojęcie DDA, czasem z zaznaczeniem, że chodzi także o DDD (Dorosłe Dzieci rodzin Dysfunkcyjnych). Jednak samo pojęcie DDA w Polsce jest używane również jako diagnoza opisowa problemów pacjenta wywodzącego się z rodziny alkoholowej, a nie tylko jako nazwa grup samopomocowych.
Termin DDA jest jedynie konceptem mającym charakter teoretyczny wyprowadzony z doświadczeń terapeutycznych, wykorzystywany w terapii i ruchu samopomocowym i nie istnieje jako jednostka chorobowa (w Międzynarodowej Klasyfikacji Chorób ICD-10) czy samoistne zaburzenie osobowości (w DSM). Kryteria diagnostyczne DDA są nieostre i wzajemnie sprzeczne dlatego przypisuje się im tzw.: efekt horoskopowy (efekt Forera lub efekt Barnuma).  
Z przeprowadzanych badań profili osobowości wynika, że osoby wybierają profil DDA jako kategorię opisu mojego ja, niezależne od historii rodziny i został wybrany przez 71% DDA oraz 63% nie-DDA wszystkich badanych osób. 

## Historia DDA

### USA
Około 1976 roku w Nowym Jorku cztery lub pięć osób, opuściło Alateen i zaczęło uczęszczać na Al-Anon jako osoby dorosłe. Nie mogąc się odnaleźć w grupie, gdzie byli odpowiednicy ich rodziców, postanowili założyć własną grupę Al-Anon, którą nazwali Hope for Adult Children of Alcoholic (Nadzieja dla Dorosłych Dzieci Alkoholików). Spotkania odbywały się w budynku Smithers na Manhattanie. Rozpoczęcie i zakończenie spotkania było takie samo, jak w Al-Anon, lecz reszta spotkania została zmieniona. Do grupy został zaproszony jako gość Anonimowy Alkoholik, pięćdziesięcioletni Tony A. Zaproszono go ze względu na jego wypowiedzi o wpływie dorastania w domu alkoholika na jego dorosłe życie. Różnica wieku pomiędzy nimi była znaczna, gdyż uczestnicy byli dwudziestolatkami. Bariera wieku jednak znikała, gdy zaczynali mówić o doświadczeniach i uczuciach wyniesionych z domów rodzinnych. Identyfikowali się z nim, i został on stałym uczestnikiem grupy.
Po pół roku zamiast wzrostu liczby uczestników grupy, czego oczekiwali wcześniej, dopiero co rozwijająca się grupa zaczynała się kurczyć do trzech lub czterech osób. Grupa była bliska zamknięcia. Tony zaprosił osoby z AA do dołączenia się do grupy, jako osoby które też miały rodziców alkoholików. Byt grupy stał się na tyle pewny, że część osób utworzyło drugą grupę Generations (Pokolenia) ze spotkaniami w St. Jean Baptiste Church. Grupie tej przewodniczył Tony A., który ciągle też uczęszczał na spotkania pierwszej grupy. Grupa istniała bez formalnego określenia, kto do niej może należeć. Po pół roku Tony A. za namową grupy napisał The Laundry List, w których opisał cechy Dorosłych Dzieci Alkoholików. Ten dzień można uznać za początek istnienia idei grupy Dorosłych Dzieci Alkoholików. Na bazie tej listy rozpoczęto wkrótce spotkania w Kalifornii i Teksasie.
W 1979 roku opublikowano artykuł w Newsweeku o tym, że mieszkanie z alkoholikiem jako członkiem rodziny, powoduje długoterminowe dysfunkcje zachowania. Był to pierwszy artykuł w czasopiśmie amerykańskim o tym zagadnieniu.

### Polska
W Polsce jako pierwszy o problemach dorosłych dzieci alkoholików zaczął mówić Jerzy Mellibruda w połowie lat osiemdziesiątych. Wtedy też (jesienią 1986 roku) powstały pierwsze grupy samopomocowe DDA. Początkowo nie opierały się na systemie 12 kroków AA, dopiero nieco później odwołano się do tej metody oraz do pracy nad cechami DDA (według metody Mellibrudy).
Początkowo dostępna w Polsce literatura związana z problemem DDA obejmowała tłumaczenia książek autorów amerykańskich (np. Dorosłe Dzieci Alkoholików Janet G. Woititz), jednak dość szybko pojawiły się związane z tematem, lepiej dostosowane do polskich realiów opracowania autorów takich jak Jerzy Mellibruda, Zofia Sobolewska, Anna Dodziuk, czy Wanda Sztander. Literatura dotycząca DDA wydawana była lub jest m.in. przez Instytut Psychologii Zdrowia i Trzeźwości (obecnie Instytut Psychologii Zdrowia) i kilka wydawnictw komercyjnych. W ostatnich latach sporadycznie odnotowuje się też zainteresowanie prasy tymi tematami.

## Czym różni się DDA od AA, Al-Anon, Alateen
Choć program zdrowienia DDA korzysta z 12 kroków i 12 tradycji przejętych z AA oraz nawiązuje do problematyki współuzależnienia (podobnie jak Al-Anon) są jednak pewne różnice:
- Inaczej niż w AA, głównym celem spotkań DDA (lub innej formy pracy) nie jest zaprzestanie picia alkoholu (lub używania innych substancji zmieniających nastrój), lecz wyzdrowienie ze skutków dorastania w rodzinie, gdzie taki problem występował, lub rodzinie dotkniętej inną dysfunkcją. Choć można identyfikować się zarówno z DDA, jak i z uzależnieniem od alkoholu lub innymi problemami jednocześnie.
- Z uwagi na fakt, że dziecko w rodzinie alkoholowej wyrasta zwykle w otoczeniu rodzica pijącego (najczęściej ojciec, choć problem ten dotyka też kobiet) i rodzica współuzależnionego (zwykle matka), udział w spotkaniach i terapii AA lub Al-Anon może powodować u Dorosłego Dziecka złe skojarzenia z dysfunkcyjnym domem.
- Ze względu na niski wiek uczestników Alateen (są to grupy dla nastolatków wychowywanych w domach, gdzie występuje problem alkoholowy) grupy te funkcjonują pod kierunkiem terapeuty. Jednak zdarzać się może dość często, że członkowie Alateen po osiągnięciu pełnoletniości kontynuują pracę nad sobą w DDA.
- Według formularzy rejestracyjnych Światowych Służb DDA (ACA World Service Organization) oprócz bardzo zbliżonego dla wszystkich tych wspólnot programu 12 kroków i 12 tradycji, którego prekursorem był ruch Anonimowych Alkoholików (AA), DDA posiada również unikatowe materiały własne: The Problem (The Laundry List), w wersji polskiej jak dotąd występujące w postaci tekstów „Problem” i „Lista Cech DDA” oraz The Solution – „Rozwiązanie”.

## Metody pracy z DDA
Choć określenie „syndromu DDA” jest jedno, różne mogą być metody pracy nad usuwaniem skutków dorastania w „alkoholowym lub inny sposób dysfunkcyjnym domu”:
1.Terapia indywidualna – w formie indywidualnych rozmów z psychoterapeutą.
2.Terapia grupowa DDA pod kierunkiem terapeuty możliwe jest dzielenie się przez uczestników swoimi przeżyciami i problemami, otrzymywanie informacji zwrotnych od innych uczestników; w bardziej zaawansowanych formach możliwe jest także zadawanie prac pisemnych, praca w parach lub małych grupach, czy bardziej zaawansowane formy psychoterapii (np. psychodrama czy ustawienia).
W Polsce istnieje możliwość korzystania z obu form terapii w wersji płatnej albo całkowicie lub częściowo refundowanej przez ośrodki rządowe lub samorządowe (NFZ, PARPA, budżety gmin).
3.Spotkania grupy DDA – zazwyczaj 2-godzinne spotkanie pod hasłem „dzielenia się doświadczeniem, siłą i nadzieją”, w oparciu o 12 kroków DDA. Mityng jest grupą samopomocową: podczas spotkań możliwe jest korzystanie z doświadczeń innych uczestników, jednak bez możliwości udzielania rad, komentowania, czy przerywania wypowiedzi innych uczestników; prowadzącymi mityngi są zwykle osoby ze Wspólnoty DDA dysponujące największym doświadczeniem, zaangażowaniem lub „stażem zdrowienia”; jednym z warunków bezwzględnie obowiązującym na mityngach jest zachowanie anonimowości spotkanych tam osób oraz zasłyszanych spraw i zdarzeń.
W Polsce istnieje wiele grup DDA. Udział w spotkaniu DDA jest zawsze bezpłatny, a uczestnik nie musi się wypowiadać. Grupy utrzymują się jedynie z własnych, dobrowolnych składek przeznaczanych na organizację spotkań (wynajęcie sali, materiały informacyjne, itd.).
W zestawie tekstów rozpowszechnianych na spotkaniach DDA jest m.in. 12 Tradycji, 12 Obietnic DDA, Prawa DDA.

## Role przyjmowane przez DDA
- bohater – nadmiernie odpowiedzialny (najczęściej najstarsze dziecko przyjmuje tę rolę)
- kozioł ofiarny – jako dziecko sprawia problemy wychowawcze, „czarna owca w rodzinie” (zwykle młodsze od „bohatera rodzinnego” dziecko)
- dziecko we mgle – wyalienowane, samotne, ucieka w świat marzeń, iluzji; ma trudności w kontaktach społecznych
- maskotka – dusza towarzystwa, rozładowywanie napięcia nagromadzonego w domu uważa za swą powinność; nieustannie dopasowuje się do potrzeb innych (zwykle najmłodsze dziecko w rodzinie)[4]

## Krytyka modelu DDA
Zdaniem Tomasza Witkowskiego syndromu DDA nie ma i można go opisać jako efekt horoskopowy, gdyż jeżeli przedstawiamy charakterystykę DDA człowiekowi, którego rodzina w ogóle nie miała problemu alkoholowego, to on się zgadza z tym syndromem w takim samym stopniu jak osoby, w których rodzinach problem był. Andrzej Margasiński z kolei uważa, że cechom syndromu Dorosłych Dzieci Alkoholików brakuje hierarchii, które z nich występują u wszystkich osób z tym syndromem, a które dotyczą tylko niektórych ludzi dotkniętych tym schorzeniem. Stwierdza też, iż istnieją różnice pomiędzy kobietami DDA a mężczyznami DDA. Zaleca dalsze badania empiryczne nad tym zagadnieniem.